# ジョナサン・シェア
ジョナサン・シェア（英: Jonathan Sherr、1974年4月24日 - ）は日本で活躍するアメリカ合衆国カリフォルニア州出身の俳優。身長181cm。アイオワ大学日本語学科卒業。

## 人物像
- 『基礎英語1』のテキストの出演者紹介のコーナーによると、趣味は読書、ハイキング、乗馬などである。

## 出演作品

### ドラマ
- ヘヴンズ・ロック 〜Heaven's Rock〜（2010年7月 - 9月、関西テレビ）第2話 - 死神さんミシェル 役
- 東京バンドワゴン〜下町大家族物語（2013年10月 - 12月、日本テレビ） - マードック 役

### 映画
- 日の丸レストラン（2003年1月公開）
- ダーリンは外国人（2010年4月10日公開）

### ラジオ
- NHK 基礎英語1 (2005年、2011年)
- NHK レベルアップ英文法　(2006年-2007年)